# Kellogg, Iowa
Kellogg là một thành phố thuộc quận Jasper, tiểu bang Iowa, Hoa Kỳ. Năm 2010, dân số của thành phố này là 599 người.

## Dân số
Dân số qua các năm:
- Năm 2000: 606 người.
- Năm 2010: 599 người.